# Junipersäure
Junipersäure ist eine ω-hydroxylierte und gesättigte Fettsäure aus der Gruppe der Wachssäuren.

## Vorkommen
Junipersäure kommt in den Polyestern (Cutinen) der Cuticula von Pflanzen vor. Diese wachsartige Schicht bedeckt verschiedene Pflanzenteile, zum Beispiel Früchte, Blätter und Nadeln, und dient dem Schutz gegen Verlust von Wasser und Nährstoffen, sowie gegen Strahlung und Pathogene. Je nach Pflanze sind die vorkommenden Ester eher linear oder eher verzweigt. Vorwiegend lineare Polyester enthalten dabei viel Junipersäure. Der Gehalt der Verbindung in verschiedenen Pflanzen ist demnach sehr unterschiedlich. Wachse verschiedener Koniferen der Gattungen Pinus und Cupressus enthalten 10 bis über 60 % Junipersäure, zum Beispiel 6,5 bis 12,6 % in den Nadeln der Fichte, und sie kommt auch in den Nadeln von Juniperus communis (Gemeiner Wacholder) vor. Eher hoch ist der Gehalt auch in der Cuticula von Apfelschalen (8 %), den Blättern der Walnuss (6,7 %) und den Blättern der Ackerbohne (7,1 %). Bei anderen Pflanzen ist der Anteil deutlich geringer, z. B. in den Blättern der Stieleiche (0,9 %) oder der Rotbuche (1,4 %), den Blättern der Bitterorange (2,6 %) oder des Efeus (0,7 %), sowie in den Blättern von Arabidopsis thaliana. In einer Studie wurden Kulturtomaten mit verschiedenen wilden Varianten verglichen, wobei die Arten sich stark in der Zusammensetzung der Cutine, inklusive des Gehalts an Junipersäure unterschieden. In einer anderen Studie wurde die Zusammensetzung der Cuticula an verschiedenen Teilen der Grapefruitpflanze verglichen, darunter die Blätter (1,4 % Junipersäure), Saftvesikel der Frucht (1,2 %) und Fruchtschale (2,3 %). Bakterien und Pilze verfügen zum Teil über sogenannte Cutinasen, welche Cutin abbauen können, wobei die monomeren Hydroxyfettsäuren (darunter Junipersäure) freigesetzt werden. Junipersäure kommt auch im Carnaubawachs vor.

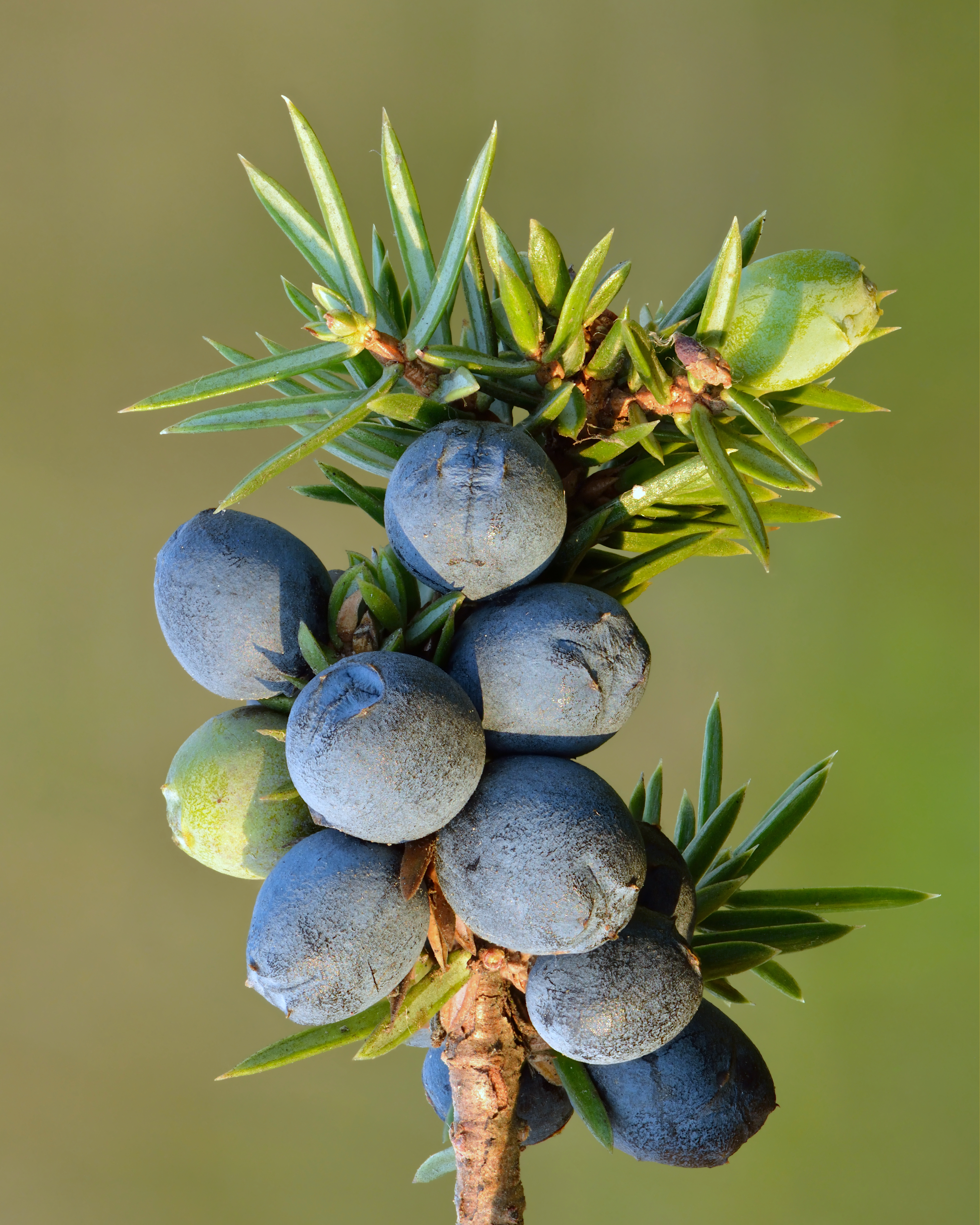
Wacholderbeeren und Nadeln des Gemeinen Wacholders (Juniperus communis)
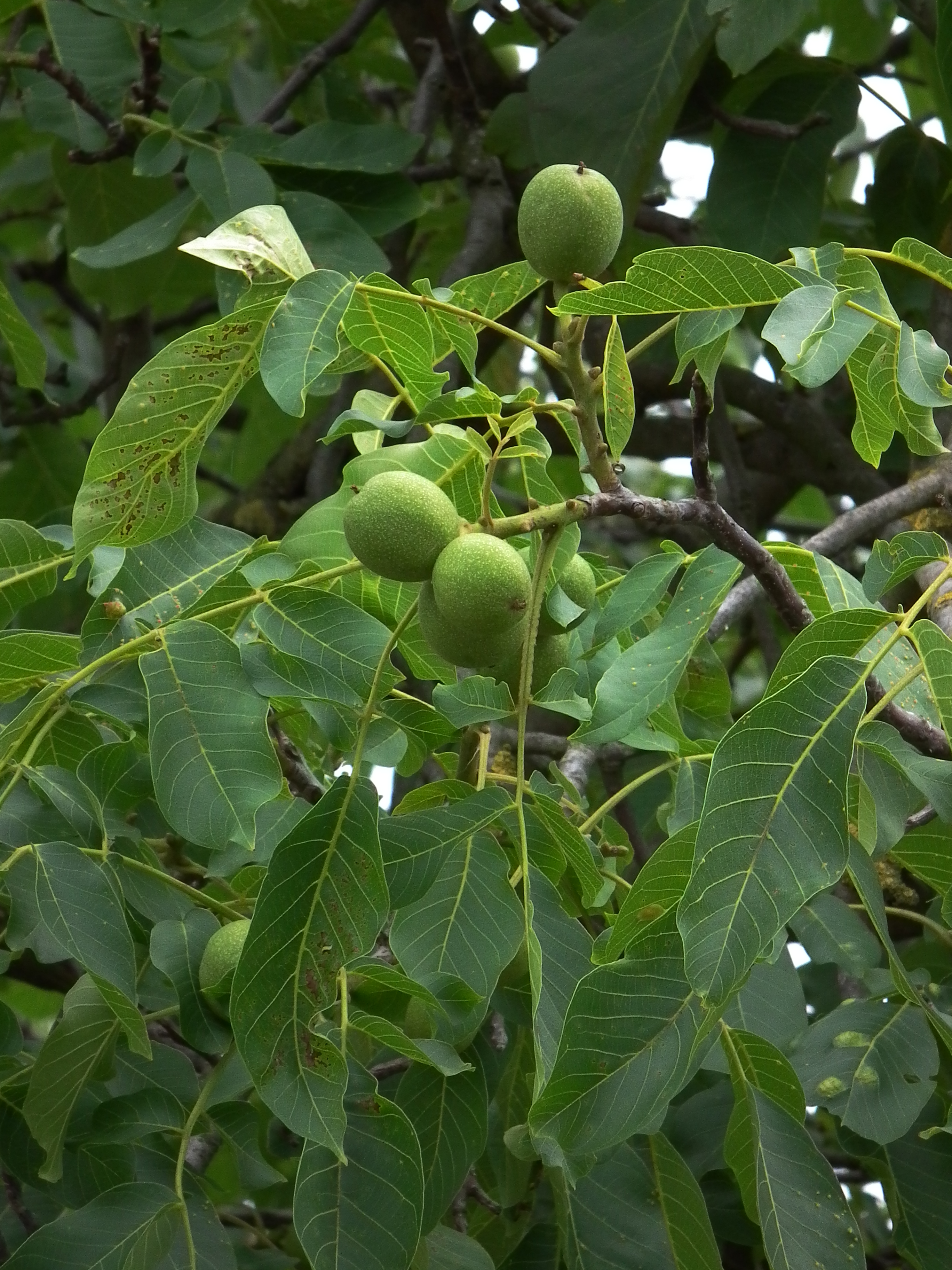
Blätter und Früchte der Walnuss
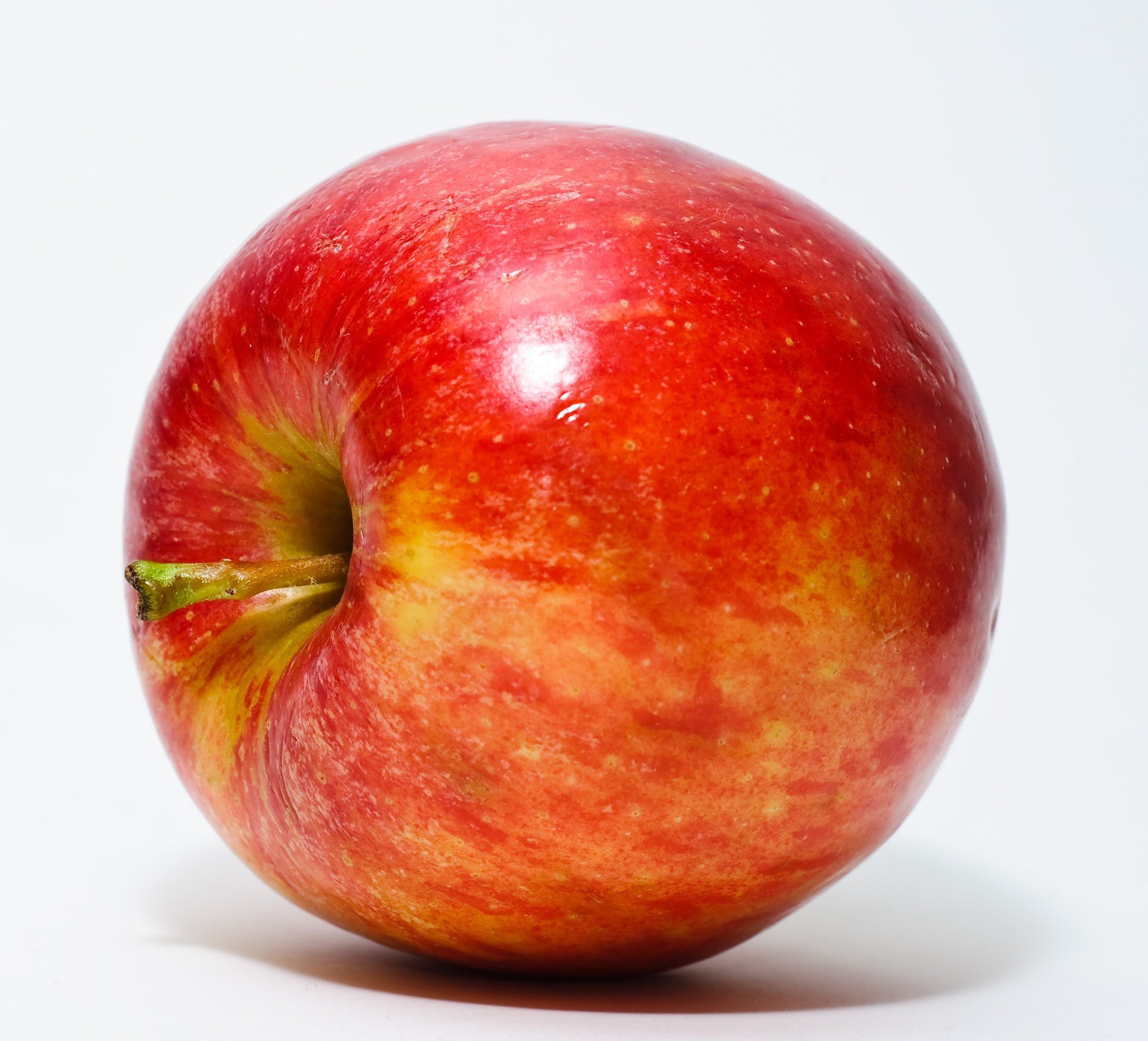
Die Polyester in der hydrophoben Schutzschicht der Apfelschale enthalten unter anderem Junipersäure

Junipersäure ist ein Intermediat in der Biosynthese der Ustilagsäure in Ustilago maydis, eines Glycolipids, das aus Cellobiose, sowie di- und trihydroxylierten Derivaten der Palmitinsäure besteht.

## Biosynthese
Die Biosynthese in den Staubbeuteln von Reis wurde untersucht: Dort katalysiert das Cytochrom-P450-Enzym CYP704B2 die ω-Hydroxylierung von Palmitinsäure zu Junipersäure. Dieses Enzym, beziehungsweise andere eng verwandte Enzyme, kommen in den meisten Landpflanzen vor.

## Gewinnung
Junipersäure kann ausgehend von Ethyl-10-undecenoat synthetisiert werden. Ebenfalls möglich ist die Gewinnung durch Ozonolyse von Heptadec-16-ensäure.
Die Gewinnung aus natürlichem Cutin (vor allem zum Zweck der Analyse) erfolgt durch Depolymerisation, wofür im Wesentlichen vier Methoden existieren: Die Verseifung, die Hydrogenolyse, sowie die säure- oder basekatalysierte Transmethylierung. Cutin kann zum Beispiel mit Calciumoxid oder Calciumhydroxid in Methanol am Rückfluss erhitzt werden, wodurch es teilweise depolymerisiert und die freiwerdenden Säuren in ihre Methylester überführt werden. Eine vollständige Depolymerisation gelingt durch Erhitzen mit Natriummethanolat in Methanol.

## Reaktionen

Durch die Lactonisierung der Junipersäure entsteht Hexadecanolid

In Pflanzen ist Junipersäure einer der Vorläufer des Cutins in der Cuticula. In Arabidopsis thaliana wurden mehrere Glycerol-3-phosphat-Acyltransferasen untersucht, die für die Bildung von Cutin essenziell sind. Eine Polymerisation gelingt auch mit einem Zellextrakt aus Ackerbohnenblättern und Junipersäure in einer Mischung mit anderen Vorläufern.
Junipersäure kann durch intramolekulare Veresterung ein Lacton, Hexadecanolid bilden. Diese Reaktion gelingt in guter Ausbeute durch Umsetzung mit Dicyclohexylcarbodiimid, Dimethylaminopyridin und Dimethylaminopyridin-Hydrochlorid in Chloroform. Eine andere Reaktion zur Bildung des Lactons ist die Umsetzung mit p-Nitrobenzoesäureanhydrid und Scandiumtriflat in Acetonitril und THF. Weitere Methoden sind ebenfalls möglich.

## Eigenschaften
Eine Studie wies auf die cytotoxische Wirkung der Junipersäure gegen eine Hautkrebs-Zelllinie hin.

## Nachweis
Junipersäure kann mittels HPLC-Massenspektrometrie, oder als Methylester-Trimethylsilylether mittels Gaschromatographie-Massenspektrometrie nachgewiesen werden. Zum Nachweis der Säure als Bestandteil von Cuticula-Wachs muss dieses zunächst depolymerisiert werden (s. oben).